# Qualifications au championnat d'Europe féminin de basket-ball 2021
Navigation
Qualifications 2019 Qualifications 2023
Pour participer au championnat d'Europe féminin de basket-ball 2021 qui a lieu en France et en Espagne du 17 au 27 septembre 2021, un tournoi de qualification est ouvert à 33 équipes non encore qualifiées et se tient du 14 novembre 2019 au 7 février 2021.
Ces 33 nations tenteront de décrocher les 14 places qualificatives pour le tournoi final.
Les deux pays organisateurs du championnat d’Europe, l’Espagne et la France, sont qualifiés d’office et donc dispensés du tournoi de qualification.

## Chapeaux
Les trente-trois nations tentant de qualifier sont réparties en quatre chapeaux.
| Chapeau 1       | Chapeau 2          | Chapeau 3 | Chapeau 4         |
| --------------- | ------------------ | --------- | ----------------- |
| Serbie          | Monténégro         | Lituanie  | Estonie           |
| Grande-Bretagne | Biélorussie        | Pologne   | Bulgarie          |
| Belgique        | Turquie            | Israël    | Finlande          |
| Suède           | République tchèque | Roumanie  | Macédoine du Nord |
| Hongrie         | Ukraine            | Allemagne | Albanie           |
| Russie          | Grèce              | Pays-Bas  | Danemark          |
| Italie          | Bosnie-Herzégovine | Portugal  |                   |
| Slovénie        | Slovaquie          | Islande   |                   |
| Lettonie        | Croatie            | Suisse    |                   |

Le tirage au sort a eu lieu le 22 juillet 2019 à Munich, répartissant les trente-trois nations en neuf groupes.

## Groupes
Les équipes classées premières de leur groupe se qualifieront pour le championnat d’Europe, ainsi que les cinq meilleurs deuxièmes.
Le classement s’établit en fonction des critères suivants :
1. le nombre de points au classement ;
2. pour les équipes présentant le nombre de points au classement : la différence de points (marqués et encaissés) lors de leurs confrontations ;
3. pour les équipes présentant le nombre de points au classement : le nombre de points marqués lors de leurs confrontations ;
4. la différence de points (marqués et encaissés) sur l’ensemble des matches ;
5. le nombre de points marqués sur l’ensemble des matches.

- Nations directement qualifiées pour le championnat d’Europe féminin 2021
- Nations qualifiées en tant que meilleurs deuxièmes pour le championnat d’Europe féminin 2021
- Nations non qualifiées pour le championnat d’Europe féminin 2021

### Groupe A
| Rang | Équipe   | Pts | J | G | P | Pp  | Pc  | Diff |  | Résultats (dom.\ext.) |       |       |       |       |
| ---- | -------- | --- | - | - | - | --- | --- | ---- |  | --------------------- | ----- | ----- | ----- | ----- |
| 1    | Slovénie | 12  | 6 | 6 | 0 | 480 | 381 | 99   |  | Slovénie              |       | 70-64 | 71-66 | 96-59 |
| 2    | Grèce    | 10  | 6 | 4 | 2 | 464 | 380 | 84   |  | Grèce                 | 70-77 |       | 73-66 | 89-54 |
| 3    | Bulgarie | 8   | 6 | 2 | 4 | 409 | 411 | -2   |  | Bulgarie              | 64-72 | 55-73 |       | 74-53 |
| 4    | Islande  | 6   | 6 | 0 | 6 | 351 | 532 | -181 |  | Islande               | 58-94 | 58-95 | 69-84 |       |

### Groupe B
| Rang | Équipe           | Pts | J | G | P | Pp  | Pc  | Diff |  | Résultats (dom.\ext.) |       |       |       |
| ---- | ---------------- | --- | - | - | - | --- | --- | ---- |  | --------------------- | ----- | ----- | ----- |
| 1    | Suède (+11)      | 7   | 4 | 3 | 1 | 302 | 215 | 87   |  | Suède (+11)           |       | 68-55 | 90-51 |
| 2    | Monténégro (–11) | 7   | 4 | 3 | 1 | 275 | 253 | 22   |  | Monténégro (–11)      | 69-67 |       | 73-66 |
| 3    | Israël           | 4   | 4 | 0 | 4 | 209 | 318 | -109 |  | Israël                | 40-77 | 52-78 |       |

### Groupe C
| Rang | Équipe                  | Pts | J | G | P | Pp  | Pc  | Diff |  | Résultats (dom.\ext.)   |       |       |        |       |
| ---- | ----------------------- | --- | - | - | - | --- | --- | ---- |  | ----------------------- | ----- | ----- | ------ | ----- |
| 1    | Russie (+3)             | 11  | 6 | 5 | 1 | 517 | 328 | 189  |  | Russie (+3)             |       | 69-70 | 103-47 | 79-35 |
| 2    | Bosnie-Herzégovine (–3) | 11  | 6 | 5 | 1 | 455 | 370 | 85   |  | Bosnie-Herzégovine (–3) | 68-72 |       | 80-61  | 92-54 |
| 3    | Suisse                  | 8   | 6 | 2 | 4 | 348 | 471 | -123 |  | Suisse                  | 42-98 | 62-67 |        | 73-63 |
| 4    | Estonie                 | 6   | 6 | 0 | 6 | 330 | 481 | -151 |  | Estonie                 | 66-96 | 52-78 | 60-63  |       |

### Groupe D
| Rang | Équipe                  | Pts | J | G | P | Pp  | Pc  | Diff |  | Résultats (dom.\ext.)   |        |       |       |        |
| ---- | ----------------------- | --- | - | - | - | --- | --- | ---- |  | ----------------------- | ------ | ----- | ----- | ------ |
| 1    | République tchèque (+4) | 11  | 6 | 5 | 1 | 453 | 359 | 94   |  | République tchèque (+4) |        | 63-69 | 60-59 | 84-64  |
| 2    | Italie (–4)             | 11  | 6 | 5 | 1 | 475 | 386 | 89   |  | Italie (–4)             | 52-62  |       | 81-66 | 101-55 |
| 3    | Roumanie (+2)           | 7   | 6 | 1 | 5 | 400 | 495 | -95  |  | Roumanie (+2)           | 52-100 | 68-90 |       | 70-55  |
| 4    | Danemark (–2)           | 7   | 6 | 1 | 5 | 389 | 477 | -88  |  | Danemark (–2)           | 63-84  | 72-82 | 91-74 |        |

### Groupe E
| Rang | Équipe   | Pts | J | G | P | Pp  | Pc  | Diff |  | Résultats (dom.\ext.) |        |       |       |        |
| ---- | -------- | --- | - | - | - | --- | --- | ---- |  | --------------------- | ------ | ----- | ----- | ------ |
| 1    | Serbie   | 8   | 4 | 4 | 0 | 320 | 264 | 56   |  | Serbie                |        | 59-56 | 96-61 |        |
| 2    | Turquie  | 6   | 4 | 2 | 2 | 273 | 248 | 25   |  | Turquie               | 76-83  |       | 74-51 |        |
| 3    | Lituanie | 4   | 4 | 0 | 4 | 238 | 319 | -81  |  | Lituanie              | 71-82  | 55-67 |       | 108-43 |
| 4    | Albanie  | 0   | 0 | 0 | 0 | 0   | 0   |      |  | Albanie               | 34-139 |       |       |        |

Ayant déclaré forfait pour ses rencontres contre la Turquie et la Lituanie, l’Albanie est disqualifiée, à l’issue de la 4e journée, pour la suite de la compétition. Ses résultats précédents ne sont pas comptabilisés dans le classement final.

### Groupe F
| Rang | Équipe          | Pts | J | G | P | Pp  | Pc  | Diff |  | Résultats (dom.\ext.) |       |       |       |
| ---- | --------------- | --- | - | - | - | --- | --- | ---- |  | --------------------- | ----- | ----- | ----- |
| 1    | Biélorussie     | 7   | 4 | 3 | 1 | 293 | 233 | 60   |  | Biélorussie           |       | 67-57 | 56-68 |
| 2    | Grande-Bretagne | 6   | 4 | 2 | 2 | 268 | 269 | -1   |  | Grande-Bretagne       | 59-90 |       | 77-49 |
| 3    | Pologne         | 5   | 4 | 1 | 3 | 229 | 288 | -59  |  | Pologne               | 49-80 | 63-75 |       |

### Groupe G
| Rang | Équipe         | Pts | J | G | P | Pp  | Pc  | Diff |  | Résultats (dom.\ext.) |       |       |       |       |
| ---- | -------------- | --- | - | - | - | --- | --- | ---- |  | --------------------- | ----- | ----- | ----- | ----- |
| 1    | Belgique       | 12  | 6 | 6 | 0 | 465 | 351 | 114  |  | Belgique              |       | 83-66 | 69-66 | 82-47 |
| 2    | Ukraine        | 10  | 6 | 4 | 2 | 465 | 429 | 36   |  | Ukraine               | 65-87 |       | 72-60 | 84-66 |
| 3    | Portugal (+15) | 7   | 6 | 1 | 5 | 366 | 405 | -39  |  | Portugal (+15)        | 49-59 | 58-87 |       | 71-48 |
| 4    | Finlande (–15) | 7   | 6 | 1 | 5 | 364 | 475 | -111 |  | Finlande (–15)        | 58-85 | 75-91 | 70-62 |       |

### Groupe H
| Rang | Équipe    | Pts | J | G | P | Pp  | Pc  | Diff |  | Résultats (dom.\ext.) |       |       |       |
| ---- | --------- | --- | - | - | - | --- | --- | ---- |  | --------------------- | ----- | ----- | ----- |
| 1    | Slovaquie | 6   | 4 | 2 | 2 | 261 | 252 | 9    |  | Slovaquie             |       | 57-65 | 84-64 |
| 2    | Hongrie   | 6   | 4 | 2 | 2 | 257 | 250 | 7    |  | Hongrie               | 73-59 |       | 63-68 |
| 3    | Pays-Bas  | 6   | 4 | 2 | 2 | 248 | 264 | -16  |  | Pays-Bas              | 50-61 | 66-56 |       |

### Groupe I
| Rang | Équipe            | Pts | J | G | P | Pp  | Pc  | Diff |  | Résultats (dom.\ext.) |       |       |       |        |
| ---- | ----------------- | --- | - | - | - | --- | --- | ---- |  | --------------------- | ----- | ----- | ----- | ------ |
| 1    | Croatie           | 7   | 4 | 3 | 1 | 325 | 300 | 25   |  | Croatie               |       | 69-83 | 93-86 | 80-62  |
| 2    | Lettonie          | 6   | 4 | 2 | 2 | 293 | 282 | 11   |  | Lettonie              | 65-83 |       | 78-57 |        |
| 3    | Allemagne         | 5   | 4 | 1 | 3 | 282 | 318 | -36  |  | Allemagne             | 66-80 | 73-67 |       | 105-40 |
| 4    | Macédoine du Nord | 0   | 0 | 0 | 0 | 0   | 0   |      |  | Macédoine du Nord     |       | 39-98 | 59-74 |        |

Ayant déclaré forfait pour ses deux dernières rencontres contre la Lettonie et la Croatie, la Macédoine du Nord est disqualifiée pour la fin de la compétition. Ses résultats précédents ne sont pas comptabilisés dans le classement final.

## Classement des meilleurs deuxièmes
Les cinq meilleures nations classées deuxièmes de leur groupe sont qualifiées pour le tournoi final.
Comme six groupes sont composés de quatre équipes mais trois autres (les groupes B, F et H) de seulement trois équipes, la FIBA a décidé que, dans les groupes de quatre équipes, ne seraient pas pris en compte les résultats des rencontres contre les équipes classées quatrièmes. Ainsi, toutes les équipes classées deuxièmes seront départagées sur la même base de 4 rencontres disputées.
Les nations seront ensuite départagées en fonction des critères suivants :
1. le nombre de points au classement ;
2. la différence de points (marqués et encaissés) ;
3. le nombre de points marqués.

| Rang | Équipe                       | Pts | J | G | P | Pp  | Pc  | Diff |
| ---- | ---------------------------- | --- | - | - | - | --- | --- | ---- |
| 1    | Italie (poule D)             | 7   | 4 | 3 | 1 | 304 | 252 | 52   |
| 2    | Monténégro (poule B)         | 7   | 4 | 3 | 1 | 275 | 253 | 22   |
| 3    | Bosnie-Herzégovine (poule C) | 7   | 4 | 3 | 1 | 285 | 264 | 21   |
| 4    | Turquie (poule E)            | 6   | 4 | 2 | 2 | 273 | 248 | 25   |
| 5    | Grèce (poule A)              | 6   | 4 | 2 | 2 | 280 | 268 | 12   |
| 6    | Lettonie (poule I)           | 6   | 4 | 2 | 2 | 293 | 282 | 11   |
| 7    | Hongrie (poule H)            | 6   | 4 | 2 | 2 | 257 | 250 | 7    |
| 8    | Ukraine (poule G)            | 6   | 4 | 2 | 2 | 290 | 288 | 2    |
| 9    | Grande-Bretagne (poule F)    | 6   | 4 | 2 | 2 | 268 | 269 | -1   |

- Nations qualifiées en tant que meilleurs deuxièmes pour le championnat d’Europe féminin 2021
- Nations non qualifiées pour le championnat d’Europe féminin 2021

## Nations qualifiées
| Nation             | Qualifiée comme                            | Date de qualification | Dernière apparition | Meilleure performance en championnat d’Europe | Classement FIBA |
| ------------------ | ------------------------------------------ | --------------------- | ------------------- | --------------------------------------------- | --------------- |
| France             | Pays organisateur                          | 15 juillet 2019       | 2019                | Champions (2001, 2009)                        | 4e              |
| Espagne            | Pays organisateur                          | 15 juillet 2019       | 2019                | Champions (1993, 2013, 2017, 2019)            | 2e              |
| Belgique           | Vainqueur du groupe G                      | 14 novembre 2020      | 2019                | 3e place (2017)                               | 7e              |
| Serbie             | Vainqueur du groupe E                      | 11 décembre 2020      | 2019                | Champions (2015)                              | 8e              |
| Suède              | Vainqueur du groupe B                      | 11 décembre 2020      | 2019                | 5e place (2019)                               | 20e             |
| Bosnie-Herzégovine | Classée parmi les cinq meilleurs deuxièmes | 4 février 2021        | 1999                | 10e place (1999)                              | 37e             |
| Croatie            | Vainqueur du groupe I                      | 4 février 2021        | 2015                | 5e place (2011)                               | 31e             |
| Slovénie           | Vainqueur du groupe A                      | 4 février 2021        | 2019                | 10e place (2019)                              | 30e             |
| Biélorussie        | Vainqueur du groupe F                      | 6 février 2021        | 2019                | 3e place (2007)                               | 11e             |
| République tchèque | Vainqueur du groupe D                      | 6 février 2021        | 2019                | Champions (2005)                              | 17e             |
| Russie             | Vainqueur du groupe C                      | 6 février 2021        | 2019                | Champions (2003, 2007, 2011)                  | 12e             |
| Slovaquie          | Vainqueur du groupe H                      | 6 février 2021        | 2017                | Vice-champions (1997)                         | 24e             |
| Monténégro         | Classée parmi les cinq meilleurs deuxièmes | 6 février 2021        | 2019                | 6e place (2011)                               | 23e             |
| Italie             | Classée parmi les cinq meilleurs deuxièmes | 6 février 2021        | 2019                | Champions (1938)                              | 16e             |
| Turquie            | Classée parmi les cinq meilleurs deuxièmes | 6 février 2021        | 2019                | Vice-champions (2011)                         | 7e              |
| Grèce              | Classée parmi les cinq meilleurs deuxièmes | 6 février 2021        | 2017                | 4e place (2017)                               | 13e             |